# Ruda Śląska
Ruda Śląska (udtale:  [ˈruda ˈɕlɔ̃ska]; tysk: Ruda O.S.; schlesisk: Ślůnsko Ruda) er en by i den centrale  del af  voivodskabet Schlesien i  det sydlige Polen. Byen   har 133.793(2021) indbyggere og et areal på  77,73 km², og er et selvstændigt  bypowiat. Den ligger  nær Katowice i det Schlesiske højland, ved floden  Kłodnica, en  biflod til Oder.

## Historie
Det vides at der har eksisteret en stor landsby  på stedet for det nuværende bycentrum i 1243. Bynavnet ser ud til at indikere bevidstheden om og måske udnyttelsen af malm fra tidlige tider.
Området gennemgik en hurtig industrialisering (kul, stål, zink) i det 19. og begyndelsen af det 20. århundrede. Det forblev dog en klynge af industribebyggelser og landsbyer indtil 1950'erne, hvor det blev administrativt forenet, men det udviklede sig dog aldrig til en virkelig samlet by.
Før den tyske invasion af Polen og udbruddet af 2. verdenskrig, i 1939, udførte tyske sabotører et angreb i Ruda.